# Eormenric
Eormenric (ook Irminric, Iurminric) was koning van Kent en de vader van koning Aethelberht. Zijn genealogie wordt gegeven als zoon van Octa, zoon van Œric (ook bekend als Oisc), zoon van Hengest. De historiciteit van zijn voorgangers wordt echter betwijfeld, en Eormenrics naam doet een in elk geval gedeeltelijk Frankische afstamming vermoeden.